# Cystisoma fabricii
Cystisoma fabricii is een vlokreeftensoort uit de familie van de Cystisomatidae. De wetenschappelijke naam van de soort is voor het eerst geldig gepubliceerd in 1888 door Stebbing.